# Cabanelas (Mirandela)
Cabanelas é uma povoação portuguesa sede da Freguesia de Cabanelas do Município de Mirandela, freguesia com 18,60 km² de área e 344 habitantes (censo de 2021). A sua densidade populacional é 18,5 hab./km².
Além da sede, a esta freguesia pertencem as aldeias Valongo das Meadas e Chelas.

## Demografia
Nota: No ano de 1890 estava anexada à freguesia de Abambres. Pelo decreto lei nº 27.424, de 31/12/1936, a freguesia de Chelas, que estava anexada à de Carvalhais, passou a fazer parte da de Cabanelas.
A população registada nos censos foi:
| Distribuição da População por Grupos Etários | Distribuição da População por Grupos Etários | Distribuição da População por Grupos Etários | Distribuição da População por Grupos Etários | Distribuição da População por Grupos Etários |
| -------------------------------------------- | -------------------------------------------- | -------------------------------------------- | -------------------------------------------- | -------------------------------------------- |
| Ano                                          | 0-14 Anos                                    | 15-24 Anos                                   | 25-64 Anos                                   | > 65 Anos                                    |
| 2001                                         | 51                                           | 43                                           | 211                                          | 116                                          |
| 2011                                         | 32                                           | 42                                           | 195                                          | 117                                          |
| 2021                                         | 25                                           | 32                                           | 168                                          | 119                                          |

## Património
- Igreja Matriz de São Sebastião
- Cruzeiro
- Solar dos Doutel - A história desta casa, inicia-se, quando o Capitão de Cavalaria, António Gomes da Costa, e seus irmãos, o Padre e Doutor João Gomes da Costa e Ana Gomes da Costa, decidiram instituir, em 1732 um vínculo de morgadio, com capela dedicada a S. João Baptista e às Almas do Purgatório.

Posteriormente, André Borges e seus filhos - o Capitão Félix Borges, o Padre Sebastião Borges, e André Borges, e a sua nora, D. Maria Josefa, todos de Valbom dos Figos, freguesia de Mascarenhas, instituíram, em 1748, um morgadio com capela dedicada a S. Braz, que doaram a D. Maria Bernarda Borges da Silva, da aldeia de Sobreira, freguesia de Aguieiras, filha do Capitão Félix Borges e D. Maria Josefa, para casar com o Sargento-Mor António Xavier Gomes Doutel de Almeida, de Cabanelas, filho do Capitão António Gomes da Costa e de D. Joana Doutel de Figueiredo Sarmento. Esta capela, ainda hoje, existe na casa brasonada dos Doutel, a qual o Capitão António Gomes da Costa ordenou a construção e cuja frontaria evidencia o brasão de família com a seguinte descrição:
«(...) É esquartelado: no 1º quartel as armas dos Doutéis, conforme aparecem no distrito de Bragança; no 2º as dos Gomes; no 3º as dos Costas e no 4º as dos Almeidas.» (Alves, 2000, tomo VI, p. 752);
António Xavier Gomes Doutel de Almeida e de D. Maria Bernarda Borges da Silva, contraíram matrimónio em 06.01.1749, resultando, pelo menos 7 filhos, com vasta descendência, até aos dias de hoje.